# El Porvenir (Lima)
El Porvenir es un pueblo peruano ubicado en el distrito de Supe, perteneciente a la provincia de Barranca del departamento de Lima, en la costa central del Perú. 

## Ubicación
El Porvenir se ubica al suroeste de la provincia de Barranca, en el distrito de Supe, en el departamento de Lima.

## Demografía
En 2017 El Porvenir tenía una población de 1412 habitantes.
| Gráfica de evolución demográfica de El Porvenir entre 1993 y 2017 |
|                                                                   |
| Fuentes: Población 1993 y 2017                                    |